# Richard Oelze
Richard Oelze (* 29. Juni 1900 in Magdeburg; † 27. Mai 1980 in Gut Posteholz bei Hameln) war ein deutscher Maler. Er wird dem Surrealismus zugerechnet.

## Leben
Ab 1914 besuchte Oelze die Kunstgewerbeschule Magdeburg, wo bis 1918 seine Ausbildung zum Lithograf erfolgte. Im Abendstudium erlernte er das Aktzeichnen. Zu seinen Lehrern gehörten dort ab 1918 Richard Winckel und Kurt Tuch. Von 1919 bis 1921 absolvierte er an derselben Schule ein Studium als Stipendiat. 1921 bis 1925 war er Student am Bauhaus, zunächst in Weimar bei Johannes Itten, dann in Dessau, wo er 1929 einen Lehrauftrag am Bauhaus erhielt. Von 1926 bis 1929 lebte er in Dresden, beteiligte sich hier an einer Ausstellung der „Dresdner Secession“, und von 1929 und 1930 in Ascona in der Schweiz, wo er durch Reproduktionen die Werke des Surrealismus kennenlernte. Nach einem kurzen Aufenthalt bis 1932 in Berlin, weilte er in den Jahren 1932 bis 1936, nach einem längeren Aufenthalt am Gardasee, in Paris, machte Bekanntschaft mit André Breton, Salvador Dalí, Paul Éluard und Max Ernst und verarbeitete den Surrealismus in seinen Arbeiten. 1933 wurde er in den „Salon des Sur-Indépendants“ aufgenommen. 1936 und 1937 lebte er erneut in der Schweiz und in Italien. 1938 zog er nach Deutschland, wo er sich 1939 in der Künstlerkolonie Worpswede niederließ.
Von 1939 bis 1945 leistete er Kriegsdienst und war in Gefangenschaft. Nach dem Zweiten Weltkrieg ging er wieder nach Worpswede, wo er bis 1962 arbeitete und dann nach Posteholz umzog. Richard Oelze war 1959 Teilnehmer der documenta II und 1964 der documenta III in Kassel. Ab 1959 nahm Richard Oelze als Mitglied des Deutschen Künstlerbundes an etlichen DKB-Jahresausstellungen teil. 1965 wurde er Mitglied der Akademie der Künste Berlin. Von 1951 bis 1957 war er mit der Schriftstellerin und Publizistin Hedwig Rohde verheiratet.

## Werk

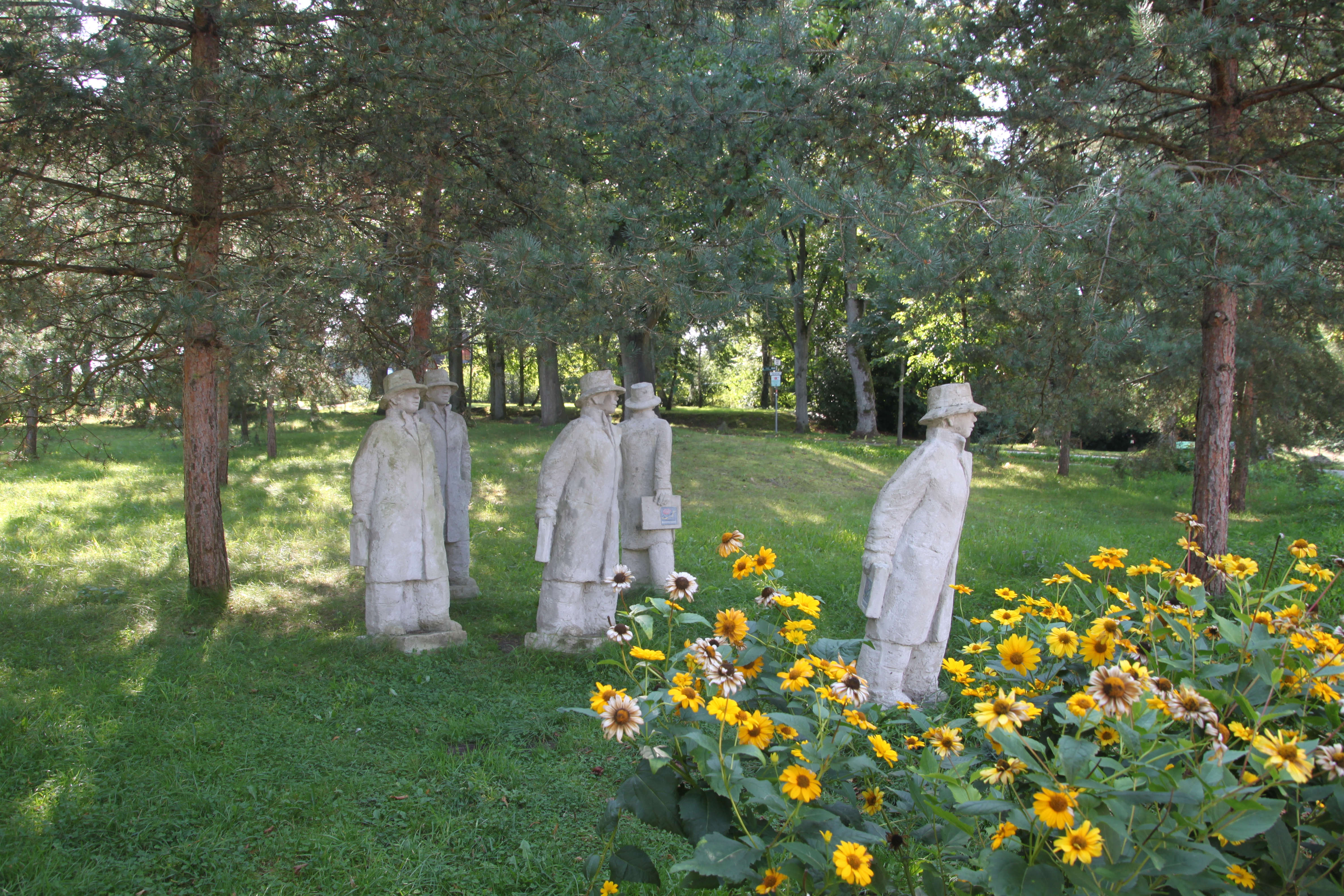
Statuen "Erwartung" von Jimmi D. Paesler nach dem Gemälde von Richard Oelze 1935 / 1936 in der Bergstraße in Worpswede

Oelze war unter den noch weniger bekannten Teilnehmern der International Surrealist Exhibition 1936 in London. Sein bedeutendstes Werk dürfte wohl Die Erwartung (1935/1936) sein, wo eine Gruppe Leute mit dem Rücken zum Betrachter in eine leere Landschaft starrt. Alfred Barr, der Oelze im Sommer 1936 in Paris traf, erwarb das Bild 1940 für das MoMA.
Oelze wird als einer der bedeutenden deutschen Maler des Surrealismus angesehen. Typisch für seine Arbeiten ist die geheimnisvolle Darstellung von Landschafts- und Figurenkompositionen mit schon altmeisterlicher Wiedergabe der Details.
Oelze übte einen bedeutenden Einfluss auf den französischen Spätsurrealisten Christian d’Orgeix aus. Die Kunsthalle Bremen verfügt über ein Richard-Oelze-Archiv, in dem sich zahlreiche Dokumente und Werke aus dem Nachlass von Ellida Schargo von Alten befinden.

## Rezeption
Oelze stand in Paris vor allem mit Paul Éluard und Max Ernst in Kontakt, verkehrte mit André Breton und Salvator Dali. Als er an einer Gruppenausstellung der Surrealisten 1934 an der Port de Versaille teilnahm, waren die Surrealisten vor Oelzes Werken versammelt, als dieser die Ausstellung betrat. "Da kommt Oelze", sagte einer von ihnen. "Man begrüßte ihn mit Hallo. Gala Éluard Dalí umarmte ihn und küßte ihn auf beide Wangen. Mit diesem Kuss war seine Aufnahme in den Kreis der Surrealisten besiegelt."
Oelze öffnete mit seinen Bildern den Urgrund des Unbewussten, indem er Landschaften schuf, aus denen sich merkwürdige Physiognomien herausformen, unheimliche Gestalten dem Betrachter entgegenwölben, Grotten aus Glubschaugen sich bilden. Die Surrealisten haben ihn für diese Wahnbilder geliebt.
Max Ernst gehörte zu Oelzes größten Bewunderern. Er soll sein Werk "vorzüglichste Traummalerei" genannt haben. Dalí adelte ihn gar zum "einzigen richtigen Surrealisten". Auch Paul Eluard soll ihn den einzigen richtigen Surrealisten genannt haben. Dem Kritiker Will Grohmann war Oelze »ein großer Könner, der . . . in seiner Heimat unbekannt ist« Oelze gilt als der wichtigste deutsche Surrealist, und hat laut Nicola Kuhn vom Tagesspiegel „trotzdem [...] nie zu den Großen dieser Bewegung gehört [...]“.

## Ehrungen
Oelze ist Träger des Max-Beckmann-Preises, erhielt den Karl Ernst Osthaus-Preis der Stadt Hagen, den Großen Kunstpreis des Landes Nordrhein-Westfalen, den Lichtwark-Preis der Hansestadt Hamburg und wurde 1980 mit dem Niedersachsenpreis der Kategorie Kultur ausgezeichnet.
Die Stadt Magdeburg benannte nach Oelze eine Straße, den Oelzeweg; in Worpswede gibt es den Richard-Oelze-Ring.